# Џозефин Хал
Џозефин Хал (енгл. Josephine Hull; Њутонвил, 3. јануар 1887 — Њујорк, 12. март 1957) је била америчка глумица.

## Филмографија
| Год. | Српски назив          | Оригинални назив | Улога                 |
| ---- | --------------------- | ---------------- | --------------------- |
| 1929 |                       |                  |                       |
| 1932 |                       |                  | стрина Кора           |
| 1932 |                       | госпођа Пајпер   |                       |
| 1944 | Арсеник и старе чипке |                  | тетка Еби Брустер     |
| 1950 | Харви                 |                  | Вита Луиз Симонс      |
| 1951 |                       |                  | госпођица Бирди Вилер |